# Cruriraja parcomaculata
Cruriraja parcomaculata is een vissoort uit de familie van de Gurgesiellidae. De wetenschappelijke naam van de soort is voor het eerst geldig gepubliceerd in 1923 door von Bonde & Swart.